# Marcien Towa
Marcien Towa, né le 5 janvier 1931 à Endama (région du Centre) au Cameroun et mort à Yaoundé le 2 juillet 2014, est un philosophe camerounais. 
En 1971, il s'est rendu célèbre en publiant deux essais critiques, l'un sur Senghor, Léopold Sédar Senghor : Négritude ou Servitude ? et l'autre sur ce qu'il a appelé l'« ethno-philosophie », Essai sur la problématique philosophique dans l'Afrique actuelle. Il a enseigné à l’École normale supérieure de Yaoundé de 1962  à 2006. Marcien Towa a en outre été Recteur de l'Université de Yaoundé II Soa (du 29 janvier 1993 au 21 octobre 1993) et maire d'Elig-Mfomo (1996-2002). Il fait partie des grands noms de la philosophie africaine du XXe siècle.

## Biographie
Marcien Towa est né 5 janvier 1931 à Endama, petit village non loin d’Obala, à 60 km de la capitale du Cameroun, Yaoundé, de Koa Ngono Ondobo et de Fouda Nga Eloundou. De 1941 à 1946, il fréquente l’École publique d’Endama.
À partir de 1947 jusqu’à 1955, année où il obtient son baccalauréat, il fréquentera tour à tour le pré-séminaire de Mva’a, le petit séminaire d’Akono et le Grand séminaire d’Otélé, pour commencer en février 1957 ses études supérieures en quatrième année à l’École Normale d’Instituteurs de Caen au milieu du deuxième trimestre. Il sera néanmoins reçu au CFEN (Certificat de Fin d’Études Normales) en mai de la même année. Dès avril, il s’était inscrit à la Faculté des Lettres et Sciences Humaines de l’Université de Caen avec une autorisation spéciale du Ministre de l’Éducation Nationale (en raison du retard). Ce retard ne l’empêchera pas d’obtenir sa Licence de Philosophie en juin 1959. 
Le 2 juin de l’année suivante, il obtient un DES (Diplôme d’Études Supérieures) avec un mémoire sur Hegel et Bergson. Le 20 octobre de cette même année il obtient son Certificat de Biologie à Paris. 
Entre 1961 et 1962, Marcien Towa effectue un stage pédagogique et enseigne dans plusieurs lycées parisiens (Louis-le-Grand, Molière, notamment). Puis, dès le 9 septembre 1962, il retourne au Cameroun où il est nommé Professeur de pédagogie, d’histoire de la pédagogie et de philosophie à l’ENS (École Normale Supérieure) de Yaoundé. Pendant cette même année, il enseigna à l’EMIA (École Militaire Inter Armes) de Yaoundé. 
Du 3 novembre 1963 à 1965, une bourse de l’UNESCO le mène à Paris, Londres, Birmingham, Moscou, Bakou et Leningrad. C’est pendant cette période qu’il obtient, en juin 1964, son Certificat d’Études Supérieures de Pédagogie à la Sorbonne, puis effectue, en 1965, des études de psychologie et de pédagogie à l’Institut Rousseau de Genève.
Dès janvier 1966, Marcien Towa est de retour au Cameroun et reprend ses enseignements à l’ENS. Ceux-ci comprennent désormais la pédagogie générale, l’histoire de la pédagogie, la philosophie et la littérature négro-africaine. Entre 1966 et 1968, il est nommé tour à tour Directeur des Études puis Directeur-adjoint de l’ENS de Yaoundé, avant de rejoindre d’octobre 1968 à 1970, le Département de Philosophie de l’Université Fédérale de Yaoundé en qualité de Chargé d’enseignement. 
Le 4 février 1969, Marcien Towa soutient sa Thèse de Doctorat de 3e cycle en Philosophie à la Sorbonne sous la direction de Lucien Goldmann  sous le titre « Qu’est-ce que la Négritude ? ». Cette thèse lui permet d’être nommé Chef du Département de Philosophie de l’Université de Yaoundé, poste qu’il occupera jusqu’en 1981.
En juillet 1977, Marcien Towa soutient, sous la direction de Paul Ricœur (Lucien Goldmann ayant malheureusement disparu), une Thèse de Doctorat d’État en Philosophie, Identité et Transcendance. 
Entre 1978 et 1979, il est Professeur invité à l’Université de Sherbrooke, Québec au Canada. De 1981 à 1991, Marcien Towa occupera les fonctions de Chef du Département de Pensée Africaine au CREA (Centre de Recherche des Études Anthropologiques) de l’ISH (Institut des Sciences Humaines) à la DGRST (Délégation Générale de la Recherche Scientifique et Technique) de Yaoundé. Puis, du 29 janvier 1993 au 21 octobre de la même année, il officiera en qualité de Recteur de la toute nouvelle Université de Yaoundé II Soa . 
Après cette parenthèse, il retourne au Département de Philosophie de la Faculté des Arts, Lettres et Sciences Humaines de la nouvelle Université de Yaoundé I (anciennement Université du Cameroun), où il enseignera jusqu’en 1999, année de son départ effectif à la retraite (il a alors 68 ans). Toutefois, l’École Normale Supérieure de Yaoundé requiert encore ses services. Il accepte, et y devient enseignant vacataire, de 1999 à 2006. 
En 1996, ayant obtenu par son âge (65 ans) le droit de se retirer de la vie universitaire, ses connaissances lui proposent  de se présenter à la mairie d’Elig-Mfomo. Il remporte les élections et devient le premier Maire de cette commune rurale, située dans le Département de la Lékié, Région du Centre Cameroun. Il occupera cette fonction de 1996 jusqu’à 2002. 
Marcien Towa s’est éteint le 2 juillet 2014 à Yaoundé des suites de maladie.

## Philosophie

### Définition de la philosophie
La philosophie de Marcien Towa a pour cadre général la libération de l’homme. Il s’agit précisément de le soustraire à l’autorité despotique des systèmes (idéologiques ou politiques) qui entravent sa liberté. La philosophie de Marcien Towa apparaît donc sous ses traits fondamentaux comme une ode à la liberté en tant qu’elle est définie à la fois de manière formelle et de manière pratique. 
Dans cette exaltation de la liberté, la pensée et la raison occupent une place importante, puisqu’elles sont pour le philosophe les marques d’un esprit libre. 
En effet, la faculté à l’œuvre dans l’activité humaine libre est la raison et sa production est la pensée. C’est pourquoi la philosophie ne peut jamais faire que l’apologie de la liberté, c’est-à-dire de la raison et de la pensée. Or la pensée se dit essentiellement de manière critique, en tant qu’elle encourage l’usage de la raison dont le fonctionnement est avant tout négatif. C’est le sens « restrictif » que Marcien Towa assigne au verbe « penser ». Il explique qu’il faut entendre par penser, « peser », « discuter les représentations, les croyances, les opinions », « les confronter », « examiner le pour et le contre de chacune », « les trier » et « ne retenir comme vraies que celles qui résistent à cette épreuve de critique et de tri ». 
Par cette vision « restrictive » du terme « penser », Towa se situe dans le courant philosophique ouvert par Descartes, et insiste sur l’aspect critique de la philosophie. C’est ainsi qu’il propose de définir cette activité comme la « pensée de l’Absolu ». 
Le terme Absolu renvoie ici à tout ce qui se pose ou se présente à l’homme comme obstacle à son épanouissement, c’est-à-dire à la pensée. L’Absolu, c’est ce qui ne veut pas être pensé, ce qui résiste à ce mouvement, mais que doit nécessairement penser la philosophie. 
Chez Towa, l’Absolu se dit de deux manières et chacune de ces manières implique une expression positive et négative. 
Il y a d’abord l’Absolu idéologique qui se dit négativement en tant que mythe (dont le plus élaboré est Dieu), et se dit positivement en tant que valeurs. 
Théoriquement, la philosophie doit donc penser la divinité et penser les valeurs qui apparaissent comme les fils conducteurs de la vie humaine. La philosophie, par essence refuse l’autorité de Dieu, c’est-à-dire en général, toute idée de « sacré pour autant qu’il veut s’imposer à l’homme du dehors ». Autrement dit, la seule autorité, l’autorité suprême que reconnaît la philosophie, c’est-à-dire la pensée en tant qu’elle se déploie concrètement, est la raison elle-même : c’est pourquoi « la philosophie est essentiellement sacrilège ». Dans cette optique essentiellement critique, la philosophie détruit l’idée de Dieu comme fondement des valeurs. 
Towa prend ainsi ses distances avec une bonne partie de la philosophie et affirme que la désacralisation de Dieu n’entraine pas une destruction des valeurs. Au contraire, éliminer Dieu, c’est laisser plus de place à l’homme pour réfléchir sur lui-même ainsi que sur le sens à donner à sa vie. Les normes ne doivent donc plus être imposées du dehors, mais du dedans, par la raison dans un dialogue critique avec elle-même.
Il y a ensuite l’Absolu pratique que Towa identifie comme étant la tradition. Selon lui, la tradition utilise le même « camouflage » que Dieu, en se faisant passer pour ce qui est sacré. Towa applique donc à la tradition la même critique précédente, tout en faisant remarquer qu’il faut comprendre la tradition de deux manières. D’abord de manière négative pour la critiquer, mais aussi et surtout de manière positive, pour la continuer. C’est le sens de la distinction towaïenne entre « tradition » et « traditionalisme ». 
Il écrit que « Le traditionalisme est immobilisation de la tradition par sacralisation ou par naturalisation » ; elle « enferme et limite », tandis que la tradition véritable est en tant que « praxis créatrice », le moment où nos ancêtres – c’est-à-dire ceux dont nous tenons la tradition sous forme de système de valeurs, de coutumes, de mœurs, etc. – durent être des créateurs. 
Pour Towa en effet, « Les artisans de la tradition étaient eux-mêmes des créateurs », et nous leur rendons hommage, non en reproduisant fidèlement ce qu’ils nous ont laissé, mais en honorant leur mémoire, c’est-à-dire en nous positionnant nous-mêmes comme ce qu’ils furent : des créateurs. Sur le plan pratique, la philosophie est l’objectivation de cette double visée iconoclaste et révolutionnaire.

### La philosophie critique de Marcien Towa

#### La critique de Senghor
Une dimension fondamentale de la pensée de Marcien Towa est la critique. C’est d’ailleurs dans ce domaine qu’il se rendit célèbre en critiquant le Président Sénégalais Léopold Sédar Senghor, qu’il accuse d’avoir travesti la dimension révolutionnaire du mouvement de Négritude jusqu’à faire coïncider ce dernier avec le colonialisme. 
Selon Marcien Towa, la Négritude senghorienne s'oppose aux fondements même de ce mouvement, car son but est d'aboutir à neutraliser le Nègre pour lui faire accepter la réalité telle qu'elle est. Cette critique est constante chez Towa, depuis sa thèse de Doctorat de 3e Cycle (Poésie de la Négritude) jusqu'à son Doctorat d'État (Identité et Transcendance). Towa conclut donc que la poésie de Senghor dégage une vision intolérable du Nègre qui réside dans une confusion entre le biologique et le culturel: c'est la « biologisation du culturel », c'est-à-dire le racisme.

#### La critique de l’ethno-philosophie
Par le terme "ethno-philosophie", Marcien Towa désigne une pensée issue de la volonté d'Africains et de non-Africains de faire surgir du passé une expression culturelle à opposer à l'impérialisme et au racisme occidental. Mais ce terme a une connotation péjorative. Il signifie que les adeptes de cette discipline trahissent à la fois l'ethnologie et la philosophie. 
L'ethno-philosophie trahit l'ethnologie selon Towa parce que son exposé de la culture n'est pas objectif, et elle trahit la philosophie parce qu'elle manque de critique vis-à-vis de cet exposé.
Il faut distinguer en outre, la critique que Marcien Towa adresse à l'ethno-philosophie, de celles de Césaire, d’Éboussi Boulaga et de Paulin Hountondji notamment. 
Césaire, Eboussi Boulaga et Paulin Hountondji ont pour référent essentiel un missionnaire belge du nom de Placide Tempels, qui a publié en 1945 un livre intitulé La philosophie bantoue, et dans une moindre mesure, pour Éboussi Boulaga (dans La crise du Muntu) et Hountondji, Alexis Kagame. La critique de Marcien Towa quant à elle, vise explicitement Basile-Juléat Fouda et Alassane Ndaw.

## Réception critique de l’œuvre

### Le reproche d’hégélianisme
Un des reproches constants à l'encontre de Marcien Towa concerne sa proximité avec Hegel. On le retrouve exprimé par exemple chez Basile Fouda et Sindjoun-Pokam, chez Yai, ou bien plus récemment chez Nsame Mbongo. 
Sindjoun-Pokam reproche précisément à Towa le fait d'utiliser la figure de Hegel pour soutenir l'idée que le philosophe est l'incarnation du savoir et du pouvoir. Yai reproche surtout à Towa (et aussi à Hountondji), l'aspect idéaliste de leur réflexion et soutient que cela tient, pour ce qui concerne Towa, d'une trop grande proximité avec la pensée hégélienne. C'est une critique similaire qu'adresse Youssouph Mbargane Guissé à Towa lorsqu'il qualifie la définition que ce dernier propose de la philosophie dans l'Essai sur la problématique philosophique dans l'Afrique actuelle de « délire d'idéalisme ». En clair, il s'agit de dire que la proximité avec Hegel empêche Towa de se rendre compte de l'aspect concret, social, de la philosophie. 
Pour Nsame Mbongo, l'hégélianisme de Towa avait pour conséquence la critique acerbe de la réalité traditionnelle. L'auteur croit pouvoir relier cette attitude à l'essai de 1971 où, explique-t-il, Towa oriente sa réflexion de telle sorte qu'elle en vienne à nier la possibilité d'une philosophie dans le monde traditionnel africain. Ici aussi, ce serait la définition de la philosophie conçue sous le mode hégélien (avec ses avantages, mais aussi et surtout ses défauts) qui emmènerait Towa loin d'une analyse conséquente de la réalité traditionnelle. 

### L'occidentalisme

#### La trop grande référence conceptuelle à l’Occident
Ce reproche concerne avant tout les fondements conceptuels de la pensée de Marcien Towa, et tout particulièrement le référent géo-idéologique à partir duquel il élabore sa définition de la philosophie. Dès l’Essai sur la problématique philosophique dans l’Afrique actuelle, Towa a préconisé de trouver la définition de la philosophie en Europe, ce concept étant une propriété occidentale. Comprendre la philosophie, c’est donc, du point de vue de Marcien Towa, comprendre ce qu’en disent ceux qui ont forgé ce concept. Cette option théorique est maintenue dans l’autre livre qui traite (en partie) de la question de la définition de la philosophie : L’idée d’une philosophie négro-africaine. Le but de Towa est d’arriver à établir un concept sur lequel les différents protagonistes du débat – occidentaux et non-occidentaux – sont d’accord afin d’éviter « l’écueil ethnophilosophique ». Mais selon Olabiyi Babalola Yai, cette trop grande proximité avec l’Occident conduit Towa à mal juger l’histoire. En effet, pour Towa, dans la situation historique de l’Afrique, ce n’est pas seulement l’Occident qui est à blâmer, mais aussi les Africains eux-mêmes. Yai lui répond à cela que « Les propositions de Towa apparaissent en dernière analyse comme le prototype même de l’hymne à l’assimilation auquel aboutit nécessairement le philosophisme-scientisme de toute philosophie spéculative ». Et quand Marcien Towa recommande aux Africains de « se nier…et s’européaniser fondamentalement », l’auteur y voit une marque d’aliénation. Charles Romain Mbélé oppose à cette critique un démenti dans son article « Marcien Towa : l’idée de l’Europe et nous ». Selon lui, la critique d’ « aliénation » qu’accompagne les autres critiques « d’occidentalisation » et de « négation des cultures noires »  ne sont que les résultats d’une lecture maladroite de la philosophie de Towa. En réalité, il y aurait, dans cette dernière, une constante qui est « La critique de l’Europe impérialiste ». Invoquant le distinguo qu’opère Towa entre civilisation industrielle et culture occidentale, Charles Romain Mbélé estime que la critique d’extraversion pro-occidentale serait une erreur de lecture, car ce que vise Towa ce n’est pas la copie servile de l’Occident, mais précisément l’accès à la civilisation industrielle. Cela passe par la maîtrise de la science et de la technologie.

#### Un concept descienceproblématique
La critique de l’utilisation towaïenne du concept de science se déploie en deux temps. D’abord chez Jean-Godefroy Bidima et ensuite chez Nsame Mbongo. Le premier reproche à Towa un manque de critique vis-à-vis de l’analyse de la science (il applique cette même critique en ce qui concerne Hountondji). Il s’agit précisément de dire que le discours towaïen est un discours critique, mais qui, mystérieusement, n’envisage jamais la science d’une manière différente qu’en tant que salvatrice de l’Afrique. En effet, dans l’Essai sur la problématique philosophique dans l’Afrique actuelle ainsi que dans tous ses écrits ultérieurs, Marcien Towa a identifié la science et la technologie comme étant le « secret de la puissance et de [la] domination » de l’Europe sur l'Afrique, d’où la nécessité pour les Africains, de se revêtir de la même étoffe, afin de résister à cette domination. Or selon Bidima, un tel concept de « science pure, innocente, immaculée, triomphante et sécurisante des Nègres » est incompatible avec la dimension critique de la philosophie de Towa qui régresse au XIXe siècle en affichant le « réflexe d’un positivisme » de la même époque. Bidima continue en disant qu’ « On surprend chez eux [Towa et Hountondji] une attitude bizarre se traduisant par la suspension de l’esprit critique. Tout se passe comme si la réflexion qui les anime s’arrêtait au seuil de la science (comme le croyant au bord du sanctuaire) ».
Nsame Mbongo reproche surtout à Towa d’avoir fait de la science le monopole de l’Occident, ce qui laisse penser que l’Afrique est une tabula rasa en cette matière et que la « rationalité africaine » ne serait rien d’autre que la résultante d’un contact avec « la » rationalité (occidentale). L’auteur pose ainsi l’existence d’un « essentialisme de Towa » sans tirer la même conséquence que Yai, c’est-à-dire qu’il y a collusion entre Towa et Senghor, et contre Towa, il soutient que « La science, la technique et la philosophie ne sont pas le secret de l’Europe que nous devons aller chercher. Ce sont des capacités humaines universelles qu’il appartient à chaque civilisation de développer en toute responsabilité, sans qu’elle ait à se poser en plagiaire condamné à prendre modèle chez autrui ou à périr ».

### Polémique autour de l’existence d’une philosophie négro-africaine
Ce n’est pas dans le premier chapitre de l’Essai sur la problématique philosophique dans l’Afrique actuelle qu’il faut chercher l’origine du problème concernant le rapport de Towa à la question de l’existence d’une philosophie négro-africaine, malgré le fait que ce chapitre pose explicitement la question « Existe-t-il une philosophie africaine ? ». Ce chapitre ne contient en effet que l’analyse towaïenne des différentes opinions de penseurs occidentaux contre l’idée d’une philosophie africaine. C’est dans cette optique que sont convoqués Lévy-Bruhl, Émile Bréhier, Heidegger et Hegel notamment, mais aussi Masson-Oursel, comme contrepoids à Bréhier. En clair, Towa resitue l’histoire de la problématique philosophique africaine (des années 1970) qu’il va analyser. Tempels et sa Philosophie bantoue font partie de cette histoire. C’est davantage deux livres qui créent la polémique quant à la position de Towa. Chacun des deux livres est le produit d’un tandem.
Le premier de ces livres, La philosophie camerounaise à l’ère du soupçon : le cas Towa, est l’œuvre de la collaboration entre Basile-Juléat Fouda et Sindjoun-Pokam. Le second de ces auteurs découvre chez Towa une « contradiction » entre l’Essai sur la problématique philosophique dans l’Afrique actuelle et L’idée d’une philosophie négro-africaine. En effet, huit ans  séparent la publication des deux livres et Sindjoun-Pokam estime que pendant cette période, « « Towa a fait comme s’il était passé d’un terrain à un autre ». Le premier de ces terrains est celui de Hegel et de la négation de l’existence d’une philosophie africaine ; le second est celui de Cheikh Anta Diop et de la promotion d’une telle philosophie. L’auteur conclut donc à un « opportunisme philosophique » par lequel Towa espère « récupérer l’œuvre de ceux qu’il a baptisés du nom Ethno-Philosophes ». En clair, en 1971 (c’est-à-dire dans l’Essai sur la problématique philosophique dans l’Afrique actuelle), alors que Towa niait l’existence d’une philosophie africaine à la fois traditionnelle et moderne, il affirme et défend une telle thèse en 1979 (dans L’idée d’une philosophie négro-africaine). Un an plus tard, le Précis de philosophie pour l’Afrique d’Azombo-Menda et de Pierre Meyongo devait contribuer à alimenter la polémique.
Les auteurs y écrivent que « Dans son livre Essai sur la problématique philosophique dans l’Afrique actuelle, … Towa, d’une manière assez vive critiquait les ébauches de restitution et de reconstitution des philosophies africaines », c’est ce qui explique que le nom de Towa apparait (en note…annexé à celui d’Hountondji) dans la section qui expose les réponses négatives à la question « Existe-t-il une philosophie africaine ? » et aussi dans la section qui expose les réponses positives à cette même question, où les auteurs écrivent qu’il y a chez Towa, « la reconnaissance finale de …l’existence d’une tradition philosophique profonde remontant à la plus haute antiquité qui soit ».

### Towa, idéologue
Une première trace de cette critique se trouve à la fin de L’idée d’une philosophie négro-africaine, à l’occasion du débat avec Jean Sablé. Pour ce dernier, L’idée d’une philosophie négro-africaine pose une « question relative au genre littéraire » auquel il appartient. Ce texte lui apparaît en effet « comme un discours idéologique de combat plutôt que comme une réflexion philosophique soucieuse avant tout de vérité ». 
En 1981, dans un article paru dans la revue Présence Africaine et intitulé « Que peut la philosophie ? », Hountondji s’en prend à la philosophie de Towa qu’il réduit à l’idéologie. En fait, le philosophe béninois applique juste à son homologue camerounais, la critique qu’il avait déployée en 1973 contre l’Osagyefo.  Selon Hountondji, en reliant de façon indissoluble la philosophie à l’idéologie, « Nkrumah professe (…) explicitement une conception instrumentale de la philosophie. Celle-ci n’a pour rôle, en somme, que de traduire dans un langage plus raffiné les thèses initiales et irréfléchies de l’idéologie ». Autrement dit, Nkrumah appauvrit la philosophie, et comme Towa se situe dans le sillage du philosophe ghanéen, il prête le flanc à la même critique.
Dans « Idéologies et Utopies », Towa accuse Hountondji de sombrer dans l’ « épistémologisme », c’est-à-dire de croire que la philosophie est une occupation neutre et éthérée qui n’aurait aucune emprise sur la société puisqu’elle ne s’intéressait d’ailleurs pas à cette dernière, mais seulement à la quête de vérité, concept entendu comme n’entretenant aucun rapport avec la réalité concrète, c’est-à-dire déterminée. C’est en substance ce qu’il répond en 1979 à Jean Sablé, mais surtout à Manga Bihina, qui « regrette » le fait qu’il manque « Une distinction, qui, à [s]on avis, est capitale, entre la philosophie et l’idéologie », c’est-à-dire « entre une recherche libre et désintéressée de la vérité et la représentation d’une réalité supposée vraie ». Il y a, dans cette distinction, selon Manga Bihina, « une différence qui n’est pas simplement de détail », avant de remarquer qu’ « Il faut véritablement être acrobate pour vous [Towa] suivre dans l’identification que vous osez établir entre philosophie et idéologie ».

## La pensée politique de Marcien Towa

### Politique, puissance et liberté
Marcien Towa tient essentiellement que la politique est le théâtre de l’expression de deux concepts fondamentaux qui s’impliquent mutuellement : la puissance et la liberté. Les relations politiques – interindividuelles et étatiques – sont dans cette optique des relations essentiellement conflictuelles dans lesquelles chaque partie exprime soit sa puissance réelle et objective, soit sa volonté d’accéder à une telle puissance. Autrement dit, les rapports politiques sont essentiellement des rapports antagonistes, des rapports de force qui ne se situent pas seulement au niveau théorique, mais qui contiennent une ramification pratique à travers la liberté ou négativement, la perte de la liberté. Si la politique peut donc sembler un discours théorique, pour Towa elle apparait comme l’objectivation de rapports déterminés existant entre des personnes ou des peuples eux-mêmes déterminés par des conditions réelles d’existence, dont la plus importante est la puissance ou la manque de puissance. Selon Towa, la maîtrise de la science et de la technologie rééquilibrerait le rapport de force entre les dominés et les dominants et serait le premier pas vers une politique plus juste, c’est-à-dire plus respectueuse des libertés de chaque peuple de décider de son destin de manière autonome. Cette orientation politique ne peut être menée à son terme qu’avec le renfort concret de la puissance. La conclusion d’Identité et Transcendance est un texte majeur sur cette question. Towa y résume l’argument de sa thèse en même temps que toute sa pensée politique en six propositions. La première stipule que : « La prolifération des idéologies de l’identité constitue un symptôme d’une crise profonde d’identité » causée elle-même par « le système mondial de domination et d’oppression » piloté depuis l’Occident. C’est en effet, selon Towa, la négation répétée de l’identité d’un peuple qui pousse ce dernier à une révolte et à une recherche effrénée d’une identité à opposer victorieusement à l’envahisseur impérialiste occidental. Or comme cette « identité » ne peut pas s’exprimer seulement de manière théorique – à travers l’art, notamment –, il recouvre nécessairement l’affirmation politique de la liberté, car c’est la liberté qui apparait comme solution au problème concret de l’identité. 
Selon Towa : « Les sociétés africaines atteintes par la science d’identité ne peuvent surmonter cette crise qu’en redevenant des centres d’automouvement conscient et de transformation, et donc en liquidant la domination et l’oppression », autrement dit, en redevenant vraiment – c’est-à-dire politiquement – libres. Cette transformation implique un regard nouveau sur soi : un regard transcendant « qui déterminera l’attitude à l’égard des traditions et le choix des moyens, dont certains peuvent être pris au dominateur lui-même ». Le but final de cette transcendance, c’est-à-dire de l’appropriation de l’autre dans un but qui nous est propre conduirait à une « égalité approximative », « seule [qui] peut garantir l’automouvement conscient des peuples en même temps que la liberté dans le choix des traditions ». Le résultat de cette transcendance ne serait pas un enfermement dans l’identité, mais plutôt une prise de conscience de ses limitations qui engendrerait nécessairement une ouverture vers l’autre. Un élément essentiel de ce schéma est la possession de la puissance ; cette dernière passe chez Towa comme chez Nkrumah et chez Marx avant eux, par l’unité des dominés, d’où l’idée de panafricanisme.

### Le panafricanisme
Le panafricanisme apparait comme la seconde leçon, particulière, que Towa retient de Nkrumah. En effet, cette leçon est particulière pour deux raisons. D’abord elle concerne exclusivement les pays africains, et ensuite, elle ne concerne que le domaine politique quand la première, générale, avait pour intérêt la compréhension du concept de philosophie. L’Afrique se présente, chez Towa et Nkrumah, comme l’exemple exemplaire en ce qui concerne les peuples dominés, et les théories de la libération qu’ils développent s’adressent donc particulièrement à cette dernière. Dès 1971, Towa  pose la nécessité d’une telle option politique. En effet, se demande-t-il, « … dans notre monde de superpuissances impérialistes, comment prétendre à une autonomie tant soit peu réelle, dans quelque domaine que ce soit, sans acquérir soi-même une puissance suffisante pour résister à toute tentative de subjugation ouverte ou camouflée ? ». L’urgence est pour l’Afrique, de « mettre sur pied une unité politique aux dimensions de notre temps », laquelle réalisera « notre projet : une Afrique libre dans un monde libéré ».

## Œuvres

### Livres (ordre chronologique)
- Essai sur la problématique philosophique dans l'Afrique actuelle, Yaoundé, Clé, col. Points de vue, 1971, 77 pages
- Léopold Sédar Senghor : Négritude ou Servitude ?, Yaoundé, Clé, coll. Point de vue, 1971, 115 pages ;
- L’idée d’une philosophie négro-africaine, Yaoundé, Clé, 1979, coll. Point de vue, 118 pages ;
- Poésie de la Négritude. Approche structuraliste, Sherbrooke, Namaan, 1983, coll. Thèses ou recherches, 314 pages ;
- Valeurs culturelles et développement, suivi de La preuve par le comportement, Yaoundé, AMA-CENC, 2001, 83 pages ;
- Identité et Transcendance, Paris, L'Harmattan, coll. Problématiques africaines, 2011, 348 pages ;
- Histoire de la pensée africaine, Yaoundé, Clé, 2015, 228 pages ; (posthume)

### Articles (ordre chronologique)
- « Liberté 1, Négritude et Humanisme de Léopold Sédar Senghor », in Genève-Afrique, Vo1. 4, no 2, 1965, p. 225 – 233 ;
- « Civilisation industrielle et négritude », in Abbia, no 19, 1968, p. 31-45;
- « Le consciencisme: émergence de l'Afrique moderne à la conscience philosophique », in Abbia, no 20, 1968, p. 5-33 ;
- « Aimé Césaire, prophète de la révolution des peuples noirs », in Abbia, no 21, 1969, p. 49-57 ;
- « Les pur-sang (Négritude césairienne et surréalisme)», in Abbia, no 23, 1969, 71-82 ;
- « Idéologie et utopie », in Annales de la Faculté des lettres et sciences humaines, Université de Yaoundé, 1970 ;
- « Consciencisme », in Hommage à Kwame Nkrumah, Présence africaine no 85, 1973, pp. 148-177 ;
- « Propositions sur l'identité culturelle », in Présence africaine, no 109, 1979, pp. 82 – 91 ;
- « Condition d'affirmation d'une pensée philosophique africaine moderne », in Présence africaine, no 117-118, 1981, pp. 341-353 ;
- « Les conflits entre traditionalismes: recherche d'une solution », in Recherche, Pédagogie et culture, no 56, 1982, pp. 30-36 ;
- « La philosophie, entre le mythe et les sciences », in Actes du colloque de philosophie de l’ENS, Yaoundé, 4-8 avril 1983, pp. 182-192 ;
- « Pour une histoire de la pensée africaine », Conférence donnée au lycée classique de Bafoussam en 1985, reprise dans Zeén.Revue du club de philosophie Kwame Nkrumah, no 1, Yaoundé, Vita-Press, 1989, pp. 19-48 ;
- « Zeén ou le chemin », in Zeén.Revue du club de philosophie Kwame Nkrumah, no 1, Yaoundé, Vita-Press, 1989, pp. 5-11 ;
- « De la lisibilité de notre monde », in Zeén. Revue du club de philosophie Kwame Nkrumah, no 2, 3, 4, Yaoundé, 1992, pp. 3-13 ;
- « La philosophie africaine comme contribution à la dialectique de la libération », in Ernest-Marie Mbonda (ed.), La philosophie africaine, hier et aujourd'hui, Paris, L'Harmattan, coll. Pensée africaine, 2013, p. 75-98.

### Traductions (ordre chronologique)
- « Conditions for the affirmation of a modern African Philosophical Thought », in Tsenay Serequeberhan (ed.), African Philosophy: The Essential Readings, Paragon House, Bloomington, 1991, p. 187-200 ;
- Marcien Towa's African Philosophy: Two texts, engl. transl. Tsenay Serequeberhan, Hdri Publishers, Asmara, 2012, 120 pages.